# Elvis Presley (Album)
Elvis Presley ist das Debütalbum von Elvis Presley, das im März 1956 erschien. Es war das erste Rock-and-Roll-Album, das Platz eins der Charts erklomm.

## Geschichte
Das Album wurde auf dem Label RCA Victor in Mono veröffentlicht. Das Album wurde am 10. und 11. Januar 1956 in den RCA Recording Studios in Nashville, Tennessee sowie am 30. und 31. Januar in den RCA Studios in New York City aufgenommen. Im Sun Studio in Memphis, Tennessee waren am 5. Juli, 19. August und 10. September 1954 und am 11. Juli 1955 weitere Stücke aufgenommen worden.

## Erfolg und Kritik
Bruce Eder von Allmusic gab dem Album fünf von fünf Sternen und die Auszeichnung „AMG Album Pick“. Elvis Presley sei ein „aufsehenerregendes Debütalbum“, wie es noch keins gegeben habe. Es repräsentiere alle Einflüsse auf Presleys Musik außer Gospel – Rockabilly, Blues, Rhythm and Blues, Country und Pop. Auch die Seite Sputnikmusic gab in einer ausführlichen Besprechung des festen Mitarbeiters Dave Donnelly fünf von fünf Sternen. Das Album erreichte Platz 1 der Billboard Pop Albums und Platz eins in Großbritannien. Es wurde mit Platin von der Recording Industry Association of America ausgezeichnet.

## Cover
Das Cover wurde durch das Magazin Rolling Stone auf Platz 40 der 100 besten Cover aller Zeiten gewählt. Auf Platz 39 kam die an das Cover von Elvis Presley angelehnte Version des Motivs von The Clashs London Calling. Der als „Mexikanischer Elvis“ bekannte El Vez würdigte beide Künstler 1991, indem er das Cover seiner Single El Vez Calling jenem von Elvis Presley nachempfand.

## Titelliste
Seite A:
1. Blue Suede Shoes – 2.00
2. I’m Counting on You – 2.23
3. I Got a Woman – 2.24
4. One Sided Love Affair – 2.09
5. I Love You Because – 2.42
6. Just Because – 2.34

Seite B
1. Tutti Frutti – 1.57
2. Trying to Get to You – 2.32
3. I’m Gonna Sit Right Down and Cry over You – 1.59
4. I’ll Never Let You Go (Little Darlin) – 2.23
5. Blue Moon – 2.40
6. Money Honey – 2.34

## Kommerzieller Erfolg

### Chartplatzierungen
| ChartsChartplatzierungen       | Höchstplatzierung | Wochen |
| ------------------------------ | ----------------- | ------ |
| Vereinigte Staaten (Billboard) | 1 (48 Wo.)        | 48     |
| Vereinigtes Königreich (OCC)   | 1 (20 Wo.)        | 20     |

### Auszeichnungen für Musikverkäufe
| Land/Region                  | Auszeichnungen für Musikverkäufe (Land/Region, Auszeichnung, Verkäufe) | Verkäufe  |
| ---------------------------- | ---------------------------------------------------------------------- | --------- |
| Vereinigte Staaten (RIAA)    | Platin                                                                 | 1.000.000 |
| Vereinigtes Königreich (BPI) | Silber                                                                 | 60.000    |
| Insgesamt                    | 1× Silber · 1× Platin ·                                                | 1.060.000 |

Hauptartikel: Elvis Presley/Auszeichnungen für Musikverkäufe